# Eugamandus flavipes
Eugamandus flavipes là một loài bọ cánh cứng trong họ Cerambycidae.